# American Basketball League I
L'American Basketball League va ser la primera veritable lliga professional de basquetbol dels Estats Units.

## Història
L'ABL fou durant molts anys la principal lliga de bàsquet dels Estats Units. Fundada el 1925, abans de la Primera Guerra Mundial destacaren clubs com Cleveland Rosenblums, New York Celtics, Boston Whirlwinds o Philadelphia Sphas. Molts jugadors eren fills d'immigrants de primera generació, principalment jueus, italians o irlandesos.
A finals dels anys trenta i inicis dels quaranta aparegueren noves lligues que competiren amb la ABL, com la Basketball Association of America o la National Basketball League. Alguns clubs passaren a la BAA. Els Cleveland Rosenblums esdevingueren Cleveland Rebels i els Boston Whirlwinds Boston Celtics. Tot i comptar amb el primer jugador de més de 7 peus d'alçada, Elmore Morgenthaler, la ABL anà perdent pistonada enfront de les noves lligues, especialment quan BAA i NBL s'uniren per formar l'NBA. A partir dels 50, la ABL restà com una lliga menor a la costa est. El 1955 fou abandonada.

## Franquícies
| - Atlantic City Sandpipers (1936/37) - Baltimore Orioles (1926/27) - Baltimore Clippers (1939/40-40/41) - Baltimore Bullets (1944/45-46/47) - Boston Whirlwinds (1925/26) - Boston Trojans (1934/35) - Bridgeport Roesslers (1948/49-51/52, com a Bridgeport Newfield Steelers el 1948/49; com a Bridgeport Aer-A-Sols el 1949/50) - Bronx Americans (1933/34) - Brooklyn Arcadians (1925/26-26/27, reemplaçats pels New York Celtics al sisè partit) - Brooklyn Visitations (1927/28-30/31, 1933/34-38/39, com a Paterson Visitations el 1936/37; traslladat a Brooklyn el novembre de 1936) - Brooklyn Celtics (1940/41, com a Troy Haymakers el 1938/39; com a Troy Celtics el 1939/40-40/41; traslladat a Brooklyn el 1940/41) - Brooklyn Indians (1942/43-43/44, com a Camden Indians el 1942/43; traslladat a Brooklyn el 1943) - Brooklyn Gothams (1944/45-48/49, com a Westchester Indians el 1944/45; traslladat a Nova York el 1945; com a New York Gothams el 1944/45-45/46) - Buffalo Bisons (1925/26) - Carbondale Aces (1950/51) - Chicago Bruins (1925/26-30/31) - Cleveland Rosenblums (1925/26-30/31) - Detroit Lions (1925/26-26/27, com a Detroit Pulaski Post Five el 1925/26) - Detroit Cardinals (1927/28, també coneguts com Olympians) - Elmira Colonels (1951/52-52/53) - Fort Wayne Hoosiers (1925/26-30/31, com a Fort Wayne Caseys el 1925/26) - Glens Falls-Saratoga (1949/50-52/53, com a New York Harlem Yankees el 1949/50; com a Saratoga Harlem Yankees el 1950/51-51/52; traslladat a Schenectady el 1951/52; com a Schenectady Yankees; retornat a Saratoga el mateix any) - Harrisburg Senators (1942/43) - Hartford Hurricanes (1946/47-49/50, com a Elizabeth Braves el 1946/47-47/48; traslladat a Hartford el 1947) - Jersey Reds (1933/34-39/40, com a Union City Reds el 1933/34; fusionat amb New York Jewels el gener de 1940) - Kingston Colonials (1935/36-39/40, fusionat amb Troy Celtics el desembre de 1939) - Lancaster Roses (1947/48) - Manchester British-Americans (1951/52-52/53) - Middletown Guards (1952/53) | - New Britain Mules (1933/34-34/35, com a Hoboken Thourots el 1933/34; traslladat a Camden el 1933; com a Camden Brewers el 1933/34; traslladat a New Britain el gener de 1934; com a New Britain Palaces el 1933/34; com a New Britain Jackaways el 1934/35; fusionat amb Newark Mules per formar New Britain Mules el 1934/35) - New York Celtics (1926/27-27/28, 1929/30, 1937/38, com a Brooklyn Celtics el 1926/27) - New York Hakoahs (1928/29) - New York Jewels (1933/34-42/43, com a Brooklyn Jewels el 1933/34 i el 1936/37; com a New Haven Jewels el 1937/38; absorbí Jersey Reds el gener de 1940) - New York Yankees (1937/38, com a Bronx Yankees el 1937) - New York Americans (1943/44) - Newark Mules (1933/34-34/35, com a Newark Bears el 1933/34; també conegut com a Newark Joe Fays; fusionat amb New Britain Jackaways per formar New Britain Mules) - Passaic Red Devils (1935/36; com a Paterson Panthers el 1935/36; traslladat a Trenton el 1935 com a Trenton Bengals; traslladat a Passaic el 1936) - Paterson Crescents (1928/29-30/31, com a Paterson Whirlwinds el 1928/29) - Paterson Crescents (1944/45-50/51, com a Washington Capitols el 1944/45) - Pawtucket Slaters (1952/53) - Philadelphia Warriors (1926/27-28/29, com a Philadelphia Phillies el 1926/27) - Philadelphia SPHAs (1933/34-48/49) - Rochester Centrals (1925/26-30/31) - Schenectady Packers (1949/50) - Scranton Miners (1946/47-52/53, com a Jersey City Atoms el 1946/47-47/48) - Syracuse All-Americans (1930/31) - Toledo Red Men Tobaccos (1930/31) - Trenton Bengals (1928/29) - Trenton Moose (1933/34) - Trenton Tigers (1941/42-49/50) - Troy Celtics (1946/47) - Utica Pros (1950/51) - Washington Palace Five (1925/26-27/28) - Washington Brewers (1938/39-41/42, com a Washington Heurichs el 1938/39, com a Washington Heurich Brewers el 1939-40) - Washington Capitols (1951/52) - Wilkes-Barre Barons (1938/39-39/40, refundat el 1947/48-52/53) - Wilmington Blue Bombers (1941/42) - Wilmington Bombers (1943/44-46/47) - Yonkers Chiefs (1946/47, com a Newark Bobcats el 1946/47; traslladat a Yonkers el 1946/47) |

## Historial
- 1925-26: Cleveland Rosenblums 3-0 Brooklyn Arcadians
- 1926-27: Brooklyn Celtics 3-0 Cleveland Rosenblums
- 1927-28: New York Celtics 3-1 Fort Wayne Hoosiers
- 1928-29: Cleveland Rosenblums 4-0 Fort Wayne Hoosiers
- 1929-30: Cleveland Rosenblums 4-1 Rochester Centrals
- 1930-31: Brooklyn Visitations 4-2 Fort Wayne Hoosiers
- 1931-32: la lliga suspèn operacions
- 1932-33: la lliga suspèn operacions
- 1933-34: Philadelphia Sphas 4-2 Trenton Moose
- 1934-35: Brooklyn Visitations 3-2 New York Jewels
- 1935-36: Philadelphia Sphas 4-3 Brooklyn Visitations
- 1936-37: Philadelphia Sphas 4-3 Jersey Reds
- 1937-38: Jersey Reds 4-2 New York Jewels
- 1938-39: New York Jewels 3-0 Jersey Reds
- 1939-40: Philadelphia Sphas 1-0 Washington Heurich Brewers
- 1940-41: Philadelphia Sphas 3-1 Brooklyn Celtics
- 1941-42: Wilmington Blue Bombers (guanyà les dues fases del campionat)
- 1942-43: Philadelphia Sphas 4-3 Trenton Tigers
- 1943-44: Wilmington Bombers 4-3 Philadelphia Sphas
- 1944-45: Philadelphia Sphas 2-1 Baltimore Bullets
- 1945-46: Baltimore Bullets 3-1 Philadelphia Sphas
- 1946-47: Trenton Tigers (Baltimore Bullets no pogué disputar les finals)
- 1947-48: Wilkes-Barre Barons 2-1 Paterson Crescents
- 1948-49: Wilkes-Barre Barons 3-2 Scranton Miners
- 1949-50: Scranton Miners 1-0 Bridgeport Aer-A-Sols
- 1950-51: Scranton Miners 1-0 Wilkes-Barre Barons
- 1951-52: Wilkes-Barre Barons 1-0 Scranton Miners
- 1952-53: Manchester British-Americans 1-0 Wilkes-Barre Barons
- 1953-54: la lliga suspèn operacions
- 1954-55: competició abandonada definitivament